# Cuerpo de Bomberos Conchalí-Huechuraba
El Cuerpo de Bomberos Conchalí-Huechuraba corresponde al Cuerpo de Bomberos de Chile que opera en las comunas de Conchalí, Huechuraba y norte de Recoleta, en Santiago de Chile. Fue fundado el 19 de octubre de 1948.
Atiende emergencias como incendios estructurales, rescate vehicular y de personas, materiales peligrosos (HAZMAT), para lo cual está dotado de moderno material mayor y menor. 
Actualmente está conformado por 8 compañías.

## Historia
Hace 72 años, el 19 de octubre de 1948, se funda en el Salón de Municipio de Conchalí, el "Cuerpo de Bomberos Conchalí-Huechuraba", cuyo primer Presidente fue el Sr. Camilo Fontova Torrent, alcalde de la municipalidad de Conchalí, persona distinguida que tuvo relevantes actividades en el desarrollo de dicha comuna.
Luego de la formación del Cuerpo de Bomberos de Conchalí, se tuvo la necesidad de formar una Compañía. Fue así como el 3 de noviembre de 1948 se ve realizada la idea de tener una Compañía de Bomberos en la comuna, la que se denominó Primera Compañía de Bomberos "Bomba Pedro Aguirre Cerda", siendo su lema "Cumplidores del Deber". A partir del año 2000 pasa a llamarse Cuerpo de Bomberos Conchalí-Huechuraba.

## Compañías
El Cuerpo de Bomberos de Conchalí-Huechuraba está conformado por las siguientes compañías:
| Compañía                                      | Fundación                          | Especialidad        | Cuartel                                         |
| --------------------------------------------- | ---------------------------------- | ------------------- | ----------------------------------------------- |
| Primera Compañía "Bomba Pedro Aguirre Cerda"  | 3 de noviembre de 1948 (76 años)   | - Rescate vehicular | Avenida Dorsal #1495 Conchalí                   |
| Segunda Compañía "Bomba Recoleta"             | 4 de julio de 1959 (65 años)       | - Escalas           | Federico Hegel #625 Recoleta                    |
| Tercera Compañía "Bomba El Salto–Recoleta"    | 20 de diciembre de 1965 (59 años)  | - Estructural       | Avenida El Salto #2945 Recoleta                 |
| Cuarta Compañía "Bomba Conchalí"              | 12 de octubre de 1971 (53 años)    | - Rescate           | Avenida Cardenal José María Caro #1595 Conchalí |
| Quinta Compañía "República Alemana"           | 14 de diciembre de 1974 (50 años)  | - Escalas           | Avenida El Guanaco #4488 Conchalí               |
| Sexta Compañía "Bomba Suecia"                 | 20 de mayo de 1978 (46 años)       | - HAZMAT            | Avenida Recoleta #5883 Huechuraba               |
| Séptima Compañía "Bomba Parque Las Américas"> | 23 de mayo de 1985 (39 años)       | - HAZMAT            | Avenida Quilicura #2275 Conchalí                |
| Octava Compañía "Bomba Huechuraba"            | 25 de septiembre de 2010 (14 años) | - Estructural       | Isluga #6895 Huechuraba                         |